# كاستيليون فيورنتينو
كاستيليون فيورنتينو، (بالإيطالية: Castiglion Fiorentino)‏، نطق (الإيطالية: kastiʎˈʎoɱ fjorenˈtiːno)، هي مدينة صغيرة مسورة في شرق توسكانا، إيطاليا، في مقاطعة أريتسو، بين مدينتي أريتسو وكورتونا. تشتهر بمهرجاناتها السنوية وموقعها الأثري الأتروري.

## السكان
في سنة 1861 بلغ عدد السكان 12٬044 نسمة، وتطور العدد ليصل في سنة 2011 لـ 13٬166 نسمة.
يظهر هذا المخطط البياني تطور النمو السكاني لـ كاستيجليون فيورنتينو

## توأمة
لكاستيجليون فيورنتينو اتفاقيات توأمة مع كل من:
- لا شاريتيه سور لوار
- رندة

## أعلام
- روبيرتو بينيني